# 横山駅 (桃園市)
横山駅（こうざんえき、ホンシャンえき）は台湾桃園市大園区にある桃園機場捷運（桃園捷運機場線）の駅。駅番号は(A16)である。緑線も建設が決定している。普通車が停車する。開業後は悠遊卡・一卡通はじめ各種IC交通カード・電子マネーが利用可。

## 利用可能な鉄道路線
- 桃園捷運
  - ■機場線（桃園機場捷運）

### 建設中の鉄道路線
- ■緑線(本線/航空城線)

## 駅構造
ホームは地上2階にある。相対式ホーム2面2線の高架駅。ホームドア設置駅。出口は1つある。

### 駅階層
| 地上 二階                      |                                                    |                                                                    |
| 相対式ホーム、右側のドアが開く |                                                    |                                                                    |
| 1番線                          | ←■機場線 高鉄桃園站・環北方面（領航駅）            |                                                                    |
| 2番線                          | →■機場線 桃園機場(T2・T1)・台北車站方面（大園駅）→ |                                                                    |
| 相対式ホーム、右側のドアが開く |                                                    |                                                                    |
| 地上 一階                      | コンコース                                         | 出入口、コンコース、自動券売機、自動改札機、エスカレーター、トイレ |

### 駅出口
- 出口1：

## 利用状況
| 年   | 1日平均 | 1日平均 | 1日平均 |
| 年   | 乗車    | 出典    |         |
| ---- | ------- | ------- | ------- |
| 2017 | 139     | [ 2 ]   |         |
| 2018 | 172     | [ 2 ]   |         |

## 駅周辺
- 橫山大埤

## バス
- 桃園市市区公車（中国語版）

| 系統 | 事業者   | 区間                       | 備考       |
| ---- | -------- | -------------------------- | ---------- |
| 5087 | 桃園客運 | 中壢 - 青埔 - 大園         |            |
| 5089 | 桃園客運 | 中壢 - 大園 - 桃園国際空港 |            |
| L505 | 亜通客運 | 高鐵桃園駅 - 大園区公所    | 高鐵接続線 |

## 歴史
- 2017年
  - 2月2日 - 桃園機場捷運（桃園捷運機場線）暫定開業（当駅での入出場は扱わない）[3]。
  - 2月16日 - 当駅での整理券方式による無料体験試乗を開始（日中8-16時のみで、利用者数も1日の上限がある）[3]。
  - 3月2日 - 正式開業（4月1日までの1ヶ月は半額）[3]。

## 隣の駅
桃園捷運
機場線（桃園機場捷運）
■直達車
通過
■普通車
大園駅 (A15) - 横山駅(A16) - 領航駅 (A17)
■緑線（建設中）
航空城三駅 (G17) - 横山駅(G18)